# James Wriothesley
Pour les articles homonymes, voir Wriothesley.
James Wriothesley, Lord Wriothesley, né le 1er mars 1605 et mort le 5 novembre 1624, est un homme politique anglais. L'un des plus jeunes députés jamais élus à la Chambre des communes, il est également l'un des plus jeunes députés à décéder en cours de mandat.

## Biographie
Il est le fils de Henry Wriothesley (3e comte de Southampton), un proche de William Shakespeare, et d'Elizabeth Wriothesley, l'une des principales dames de compagnie de la reine Élisabeth Ire. Le roi Jacques Ier est le parrain du jeune James, et le fait chevalier de l'ordre du Bain en novembre 1616, lorsqu'il n'a que onze ans. En 1619 il entame des études au St John's College de l'université de Cambridge, mais les interrompt pour entreprendre une carrière politique, à la demande de son père.
Début 1621, à l'âge de seulement 15 ans, il est élu député de la circonscription de Callington, un « bourg pourri » en Cornouailles. Il participe d'emblée à plusieurs commissions parlementaires. Pour les élections de 1624, il se présente dans la circonscription de Winchester, ville du Hampshire dont son père est le grand intendant. Il est élu, et siège au « Parlement heureux » (février à mai 1624), le dernier parlement du règne de Jacques Ier. Il siège entre autres à la commission qui aboutit à la proclamation du statut de colonie de la Couronne pour la Virginie. Il participe également aux débats quant à l'entrée ou non de l'Angleterre dans la guerre de Trente Ans.
Célibataire, le Lord-trésorier Sir Lionel Cranfield ayant rejeté sa demande de la main de sa fille en mariage, il prend part avec enthousiasme à la guerre. Il se voit octroyer le grade de capitaine, mais est placé sous le commandement de son père. Déployés aux Pays-Bas en septembre, les deux hommes sont bientôt atteints de fièvre convulsive. James Wriothesley meurt le 5 novembre à l'âge de 19 ans, cinq jours avant son père. Rapatriés en Angleterre, leurs corps sont inhumés dans le village de Titchfield, dans le Hampshire.